# Back Slapping Praises from Back Stabbing Men
Back Slapping Praises from Back Stabbing Men är Turtleheads debutalbum, utgivet på Bad Taste Records 1996.

## Låtlista
1. "Flex"
2. "Thought"
3. "Go"
4. "Angel"
5. "40"
6. "Bellend Host"
7. "Helen"
8. "Sparkle"
9. "Home"
10. "Voices"
11. "Medication Time"
12. "Smalltown"

### Fotnoter
1. ↑  ”Back Slapping Praises from Back Stabbing Men”. Bad Taste Records. Arkiverad från originalet den 26 augusti 2010. https://web.archive.org/web/20100826044745/https://www.badtasterecords.se/records.asp?id=15. Läst 8 januari 2012.